# Donald photographe
Série Donald Duck
Pour plus de détails, voir Fiche technique et Distribution.
Donald photographe (Donald's Camera) est un court métrage d'animation américain des studios Disney avec Donald Duck, sorti le 24 octobre 1941.

## Synopsis
Inspiré par l'enseigne d'un magasin, Donald décide de fixer quelques instants de la vie de tous les jours avec son appareil photo...

## Fiche technique
- Titre original : Donald's Camera
- Titre français : Donald photographe
- Série : Donald Duck
- Réalisation : Dick Lundy
- Scénario : Carl Barks, Jack Hannah
- Animation : Bob Carlson
- Musique : Leigh Harline
- Production : Walt Disney
- Société de production : Walt Disney Productions
- Société de distribution : RKO Radio Pictures
- Format : Couleur (Technicolor) - 1,37:1 - Son mono (RCA Sound System)
- Durée : 8 min
- Langue : Anglais
- Pays :  États-Unis
- Dates de sortie :  États-Unis : 24 octobre 1941

## Voix originales
- Clarence Nash : Donald Duck

## Voix françaises
- Sylvain Caruso : Donald Duck

## Commentaires
Graphiquement, les animaux de la forêt rappellent ceux de Blanche-Neige et les Sept Nains (1937) et préfigurent ceux de Bambi (1942).

## Titre en différentes langues
D'après IMDb:
- Argentine : La Cámara de Donald
- Finlande : Aku Ankan kamera, Aku valokuvaajana
- Suède : Kalle Anka som fotograf, Kalle Ankas nya kamera

## Sorties DVD
- Les Trésors de Walt Disney : Donald de A à Z, 1re partie (1934-1941).